# Personal Jesus
Personal Jesus è un singolo del gruppo musicale britannico Depeche Mode,  pubblicato il 28 agosto 1989 come primo estratto dal settimo album in studio Violator.

## Ispirazione
Martin Lee Gore dice di essersi ispirato al libro di Priscilla Presley Elvis and Me, nelle sue parole perché:
Il pezzo, di forte identità blues rock, è arrangiato in chiave elettronica e presenta un testo abbastanza originale ed ambiguo, facendo ricorso a metafore basate sulla fede e la religione.

## Video musicale
Il video, diretto da Anton Corbijn, è ambientato in un ranch presso Almería, Spagna, e mostra i componenti del gruppo eseguire il brano in quello che sembrerebbe essere un bordello, accompagnati da prostitute. La scena dell'ombra di Gore che respira è stata censurata da MTV sostituendola con altre scene.

## Tracce
Testi e musiche di Martin Lee Gore.
1. Personal Jesus (Single Version) – 3:44
2. Dangerous (Single Version) – 4:20

## Formazione
Hanno partecipato alle registrazioni, secondo le note di copertina di Violator:
Gruppo
- Alan Wilder – strumentazione, voce
- David Gahan – voce principale, strumentazione
- Andrew Fletcher – strumentazione, voce
- Martin Gore – strumentazione, voce

Produzione
- Depeche Mode – produzione
- Flood – produzione
- François Kevorkian – missaggio
- Pino Pischetola – ingegneria del suono
- Peter Iversen – ingegneria del suono
- Steve Lyon – ingegneria del suono
- Goh Hotoda – ingegneria del suono
- Alan Gregorie – ingegneria del suono
- Dennis Mitchell – ingegneria del suono
- Phil Legg – ingegneria del suono
- Daryl Bamonte – assistenza tecnica
- Dick Meaney – assistenza tecnica
- David Browne – assistenza tecnica
- Mark Flannery – assistenza tecnica
- Ricky – assistenza tecnica
- Anton Corbijn – copertina
- Area – copertina

## Classifiche
| Classifica (1989/90)              | Posizione massima |
| --------------------------------- | ----------------- |
| Canada                            | 44                |
| Danimarca                         | 15                |
| Finlandia                         | 9                 |
| Francia                           | 27                |
| Germania                          | 5                 |
| Irlanda                           | 7                 |
| Italia                            | 3                 |
| Nuova Zelanda                     | 14                |
| Paesi Bassi                       | 62                |
| Regno Unito                       | 13                |
| Spagna                            | 3                 |
| Stati Uniti                       | 28                |
| Stati Uniti (alternative)         | 3                 |
| Stati Uniti (dance club)          | 12                |
| Stati Uniti (dance singles sales) | 9                 |
| Svezia                            | 17                |
| Svizzera                          | 5                 |

## Riconoscimenti
- Rolling Stone - "500 Greatest Songs of All Time" (368º posto)
- Q - "1001 Best Songs Ever" (472º posto)
- Q - "100 Greatest Songs of All Time" (83º posto)
- Q - "Best of The 80's" (20º posto)
- Q - "Top 20 Albums And Singles Of The Lifetime Of Q Magazine" (15º posto)
- Rolling Stone (Germania) - "The 500 Best Songs of All Time" (202º posto)
- Robert Dimery - "1001 Songs You Must Hear Before You Die"

## Personal Jesus 2011
Il 30 maggio 2011 è stato pubblicato un remix di Personal Jesus realizzato dagli Stargate ed estratto come unico singolo dalla raccolta Remixes 2: 81-11.

### Video musicale
Il video, diretto da Patrick Daughters, mostra un gruppo di persone che portano una ragazza ritenuta una strega su un ponte. Le sequenze successive mostrano le persone che legano la ragazza e la fanno calare giù dal ponte per verificare se è in grado di sopravvivere. Tutto ad un tratto la corda si spezza e la donna sprofonda negli abissi; i due monaci presenti ordinano al gruppo di ricercare invano la ragazza. Quando ormai essi si rassegnano, la ragazza esce improvvisamente dall'acqua e, volando sopra le loro teste, scatena su di loro una pioggia ustionante, facendoli precipitosamente fuggire.
Il video ha debuttato sul canale Vevo dei Depeche Mode il 6 maggio 2011.

### Tracce
Tutte le tracce sono state scritte da Martin Lee Gore.
CD
1. Personal Jesus (The Stargate Mix) – 3:56
2. Personal Jesus (Alex Metric Remix) – 5:54
3. Personal Jesus (Eric Prydz Remix) – 7:25
4. Personal Jesus (M.A.N. Remix) – 5:22
5. Personal Jesus (Sie Medway-Smith Remix) – 6:25

12"
1. Personal Jesus (Alex Metric Remix) – 5:54
2. Personal Jesus (M.A.N. Remix) – 5:22
3. Personal Jesus (The Stargate Mix) – 3:56
4. Personal Jesus (Eric Prydz Remix) – 7:25
5. Personal Jesus (Sie Medway-Smith Remix) – 6:25

Download digitale
1. Personal Jesus (The Stargate Mix) – 3:56
2. Personal Jesus (Alex Metric Remix Edit) – 3:27

### Classifiche
| Classifica (2011)                 | Posizione massima |
| --------------------------------- | ----------------- |
| Austria                           | 73                |
| Belgio (Fiandre dance)            | 32                |
| Belgio (Vallonia)                 | 43                |
| Stati Uniti (dance singles sales) | 3                 |
| Svizzera                          | 73                |

## Omaggi
Un episodio della serie televisiva Scrubs - Medici ai primi ferri si chiama My Own Personal Jesus, un chiaro riferimento alla canzone. Nel film Matrix, Neo apre la porta della sua camera, il cui numero è 101 (ossia un album e un film sui Depeche Mode), quindi dà un disco a Choi che ringraziandolo gli risponde: "Alleluia! Sei il mio salvatore, il mio Gesù Cristo personale!".

## Cover
Nel corso degli anni Personal Jesus è stato oggetto di numerose reinterpretazioni da parte di vari artisti:
- Il cantautore country Johnny Cash ne incise una versione acustica del brano nel 2002, pubblicandola all'interno del suo doppio singolo Hurt/Personal Jesus e nel suo album American IV: The Man Comes Around.
- I Marilyn Manson realizzarono una versione industrial metal, pubblicandola come singolo nel 2004.
- Il gruppo Richard Cheese and the Lounge Against the Machine l'ha registrata in chiave Lounge.
- Anche i Gravity Kills ne hanno fatto un remix.
- Nel 2002 il gruppo metal Lollipop Lust Kill ha inserito una cover di questa canzone all'interno dell'album My So Called Knife. Questa versione ha un video: In esso, i LLK cantano in un club, e le immagini della performance si incrociano a quelle di due amici che si divertono a sparare con una pistola ad aria compressa alla gente guidando per strada.
- Nel 2006 la cantante inglese Jamelia ha usato un campionamento di questa canzone in Beware of the Dog secondo singolo estratto dall'album Walk with Me.
- Nel 2008 anche la pop-star Hilary Duff ha campionato la sezione ritmica di Personal Jesus per il suo singolo Reach Out.
- La cantante tedesca Nina Hagen nel 2010 ha pubblicato un album dal titolo Personal Jesus che contiene una versione del brano.
- La cantante italiana Arisa dal 2012 interpreta nel suo tour una versione alternativa del brano (presente anche nell'album dal vivo Amami Tour).
- Nella raccolta del 2015 Pink i Mindless Self Indulgence includono una loro cover del brano.
- Nella raccolta del 2018 The Story So Far - The Best Of i Def Leppard includono una loro cover del brano.